# Heptonstall
Heptonstall är en civil parish i Storbritannien.   Den ligger i grevskapet  West Yorkshire och riksdelen England, i den centrala delen av landet, 280 km nordväst om huvudstaden London.